# California City
California City è un comune (city) degli Stati Uniti d'America della contea di Kern nello Stato della California. La popolazione era di 14.120 abitanti al censimento del 2010.
Incorporata nel 1965, si trova nella parte settentrionale dell'Antelope Valley. Si trova 65 miglia (105 km) a sud-ovest della Valle della Morte.
California City possiede un campo da golf della PGA, una prigione, un aeroporto municipale, ed è la sede dei California City Whiptails, una squadra indipendente e professionistica di baseball che milita nella Pecos League. Gran parte della forza lavoro della Edwards Air Force Base, che si trova appena a sud della città, è composta da residenti della città. Altri importanti datori di lavoro sono il California City Correctional Center (California Department of Corrections and Rehabilitation); lo spazioporto di Mojave e le sue operazioni di test di volo; l'Hyundai/Kia Proving Grounds si trova nella parte rurale sud-occidentale della città; e delle vicine città, come Tehachapi, Ridgecrest, Boron, Palmdale e Lancaster.

## Geografia fisica
Secondo lo United States Census Bureau, ha un'area totale di 203,63 mi² (527,40 km²). È la terza città più grande dello stato in termini di superficie.

## Storia

### Gli inizi
L'area in cui oggi sorge California City era in gran parte disabitata prima degli anni 1960. Padre Francisco Garcés, un missionario francescano, si è accampato a Castle Butte in quella che oggi è California City nel 1776 durante la spedizione di Juan Bautista de Anza nelle attuali California e Arizona, poi parte dell'Alta California.
Alla fine del XIX secolo, il Twenty Mule Team Trail, che trasportava carichi di borace a Mojave dalle miniere dell'Harmony Borax Works ad est, attraversava l'area di California City.

### La città
Le origini di California City risalgono al 1958, quando Nat Mendelsohn, un imprenditore edile e sociologo, acquistò 80 000 acri (32 000 ha) di terra nel deserto del Mojave con l'obiettivo di pianificare e creare la più grande città della California. Progettò la sua città e sperava che un giorno avrebbe rivaleggiato con Los Angeles per dimensioni, attorno a un parco centrale con un lago artificiale di 26 acri (11 ha). La crescita è stata ben al di sotto delle sue aspettative. Oggi, una vasta rete di strade asfaltate e fatiscenti che definiscono blocchi residenziali, si estende ben oltre l'area sviluppata della città. Le foto satellitari sottolineano la sua pretesa di essere la terza più grande città geografica della California, la 34ª più grande negli Stati Uniti. California City è stata incorporata il 10 dicembre 1965. Questo potrebbe essere considerato un esempio di città pianificata fallita.
Sebbene le aree di California City non si siano sviluppate come previsto, California City è passata da 3.200 abitanti nel 1985 a oltre 14.000 abitanti nel 2009. Il Cerro Coso Community College, che racchiude 22 acri (8,9 ha) nel cuore di California City, è un community college che serve Edwards AFB, California City, Mojave, Boron, North Edwards e l'intero deserto dell'Antelope Valley.
Il primo ufficio postale è stato aperto nel 1960.

## Società

### Evoluzione demografica
Secondo il censimento del 2010, la popolazione era di 14.120 abitanti.

### Etnie e minoranze straniere
Secondo il censimento del 2010, la composizione etnica della città era formata dal 65.1% di bianchi, il 15.2% di afroamericani, lo 0.9% di nativi americani, il 2.6% di asiatici, lo 0.4% di oceanici, il 10.1% di altre razze, e il 5.6% di due o più etnie. Ispanici o latinos di qualunque razza erano il 38.1% della popolazione.